# Complexo Esportivo Jornalista Oscar Cardoso
O Complexo Esportivo Jornalista Oscar Cardoso é um complexo esportivo que fica localizado na cidade de Volta Redonda-RJ.
Este complexo esportivo dispõe de uma estrutura de quatro campos de futebol, um mini-estádio, vestiários, playground, e é onde se localiza o Kartódromo Internacional de Volta Redonda, onde existe uma escola pública de kart.
O complexo tem recebido jogos do time de rugby da cidade, o Volta Redonda Rugby Clube. Além disso, lá são disputados campeonatos de futebol amadores da cidade.

## Localização
O Complexo Esportivo Jornalista Oscar Cardoso, fica localizado no bairro Aero Clube, na Avenida Ministro Salgado Filho, S/Nº.
- Coordenadas:   22°30'4"S   44°5'10"W